# Calamagrostis scabriflora
Calamagrostis scabriflora är en gräsart som beskrevs av Jason Richard Swallen. Calamagrostis scabriflora ingår i släktet rör, och familjen gräs.
Artens utbredningsområde är Venezuela. Inga underarter finns listade i Catalogue of Life.